# Diabetes LADA
La diabetes autoinmune latente del adulto (conocida también como LADA de sus siglas en inglés: Latent autoimmune diabetes of adults) es un tipo de diabetes autoinmune lentamente progresiva «que podía 
inicialmente ser manejada con agentes hipoglucemiantes orales antes de requerir insulina». Esta variante aparece en adultos cuya edad fluctúa entre los 20 y 40 años, quienes generalmente suelen ser diagnosticados con diabetes tipo 2, aunque en realidad es un tipo de diabetes mellitus con caracteres autoinmunes similar a la diabetes mellitus tipo 1.

## Diagnóstico
Se estima que entre un 6% y 50% de las personas diagnosticadas con diabetes tipo 2 podrían tener LADA, mientras que aquellos a los que se les identifica esta variante puede presentar o no una insulinodeficiencia. En el caso de pacientes que no tienen sobrepeso, se sugiere realizar diversos test destinados a evaluar la producción de anticuerpos antidecarboxilasa del ácido glutámico (GADA), anticuerpos antiislotes (ICA), autoanticuerpos contra proteína-2 asociada con insulinoma (IA-2) y anticuerpos contra el transportador de zinc (ZnT8), dado que se caracteriza por la presencia de anticuerpos de la decarboxylasa del ácido glutámico-65 (GAD65) y/o anticuerpos antiislotes.

## Tratamiento[9]
Dada la heterogeneidad clínica que presentan las personas con LADA, que va desde la insulinopenia hasta distintos grados de insulinoresistencia, aun no han sido definidas estrategias claras acerca del tratamiento. El objetivo primordial del tratamiento intenta preservar la funcionalidad de la célula beta.

### Insulina
La mayoría de los estudios acuerdan que la terapia con insulina es efectiva y segura para personas con función residual de la célula beta. El tratamiento con insulina exógena preservaría la función de esta célula y disminuiría la insulinitis.

### Sulfonilureas
No se recomienda el uso de sulfonilureas ya que, se cree, podrían exacerbar el proceso autoinune y acelerar la progresión al fallo en la secreción endógena de insulina.

### Metformina
La metformina en combinación con insulina puede utilizarse para mejorar la insulinoresistencia en casos seleccionados. No obstante, en la actualidad, no se cuenta con estudios controlados que avalen su uso como única droga en pacientes con LADA.

### Inhibidores de DPP4
En recientes estudios, el uso concomitante de estos junto con insulina mostró persistencia de mejores valores de péptido C versus la monoterapia con insulina.